# Antarchaea zotica
Antarchaea zotica là một loài bướm đêm trong họ Noctuidae.